# Tacenski kajakaški poligon
Tacenski kajakaški poligon je prizorišče za kajak in kanu na divjih vodah na reki Savi v Tacnu, upravlja ga Kajak kanu klub Tacen. Prvo tekmovanje je potekalo leta 1939 na naravni progi, leta 1990 je bila zgrajena olimpijska proga v betonskem koritu in v dolžini 275 metrov. Na prizorišču redno potekajo tekme svetovnega pokala. Šestkrat je gostilo tudi velika tekmovanja, svetovno prvenstvo v letih 1955, 1991 in 2010 ter evropsko prvenstvo v letih 2005, 2017 in 2024.